# Trichoplusia cupreomicans
Trichoplusia cupreomicans là một loài bướm đêm trong họ Noctuidae.